# Kontaktthermometer

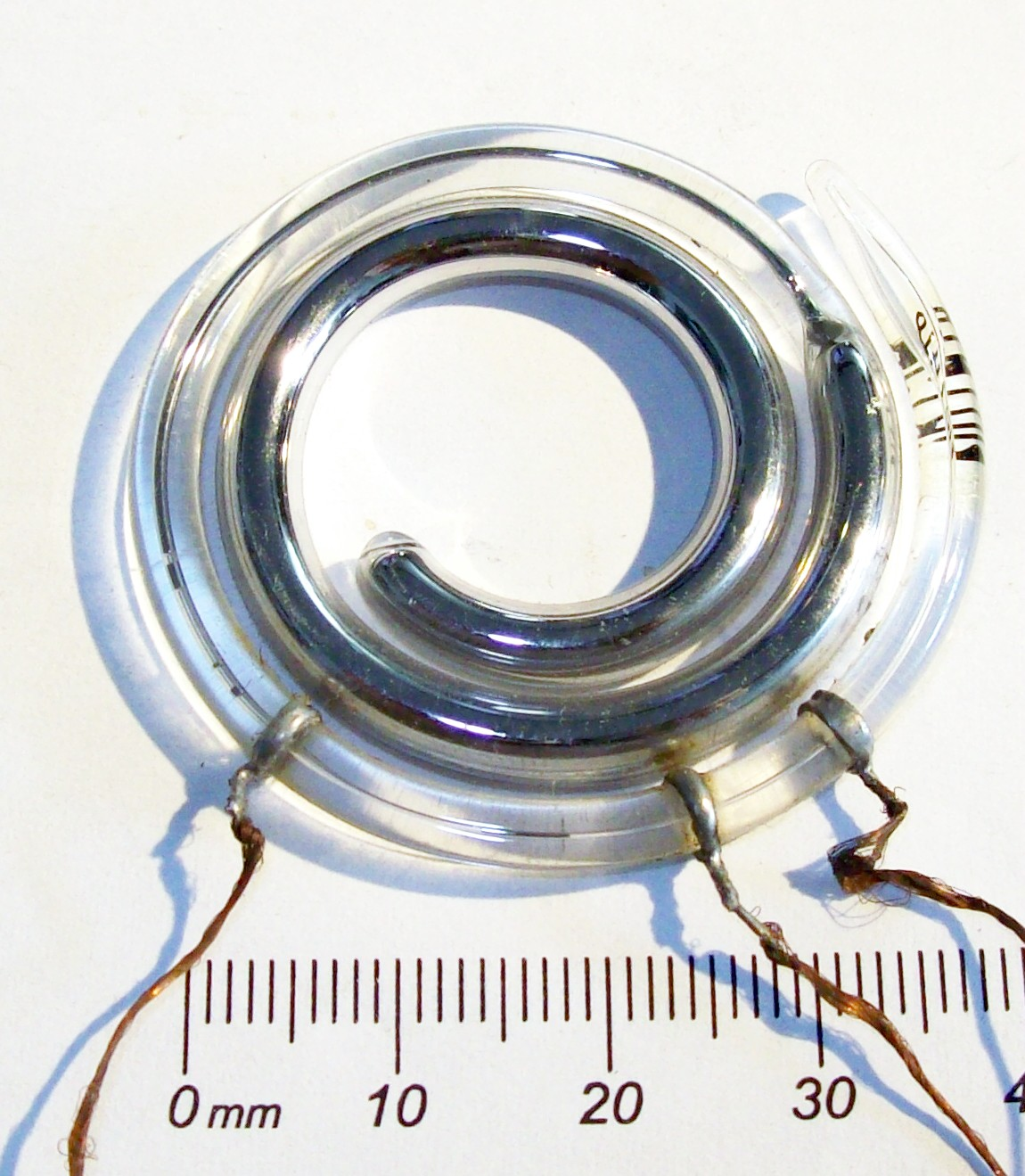
Kontaktthermometer mit festen Schalttemperaturen 40 und 42 °C

Kontaktthermometer sind elektrisch schaltende Thermometer. Ursprünglich wurden sie als Quecksilber-Flüssigkeitsthermometer, die mittels in die Quecksilbersäule ragender elektrischer Kontakte als Temperaturschalter ausgebildet sind, ausgeführt.

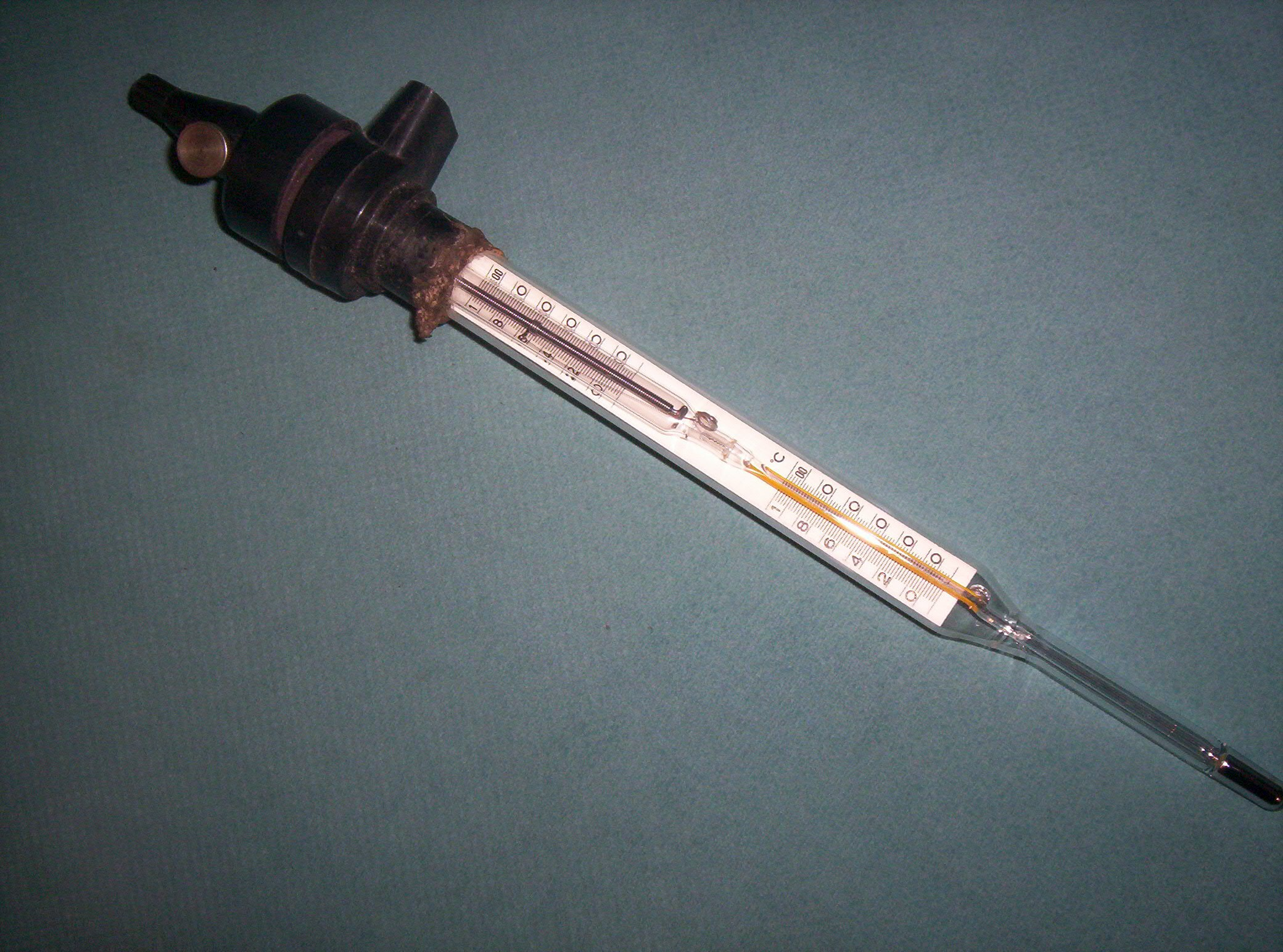
Einstellbares Kontaktthermometer (0…100 °C); eingestellt wird mit einem aufgesetzten Dauermagneten. Länge 300 mm

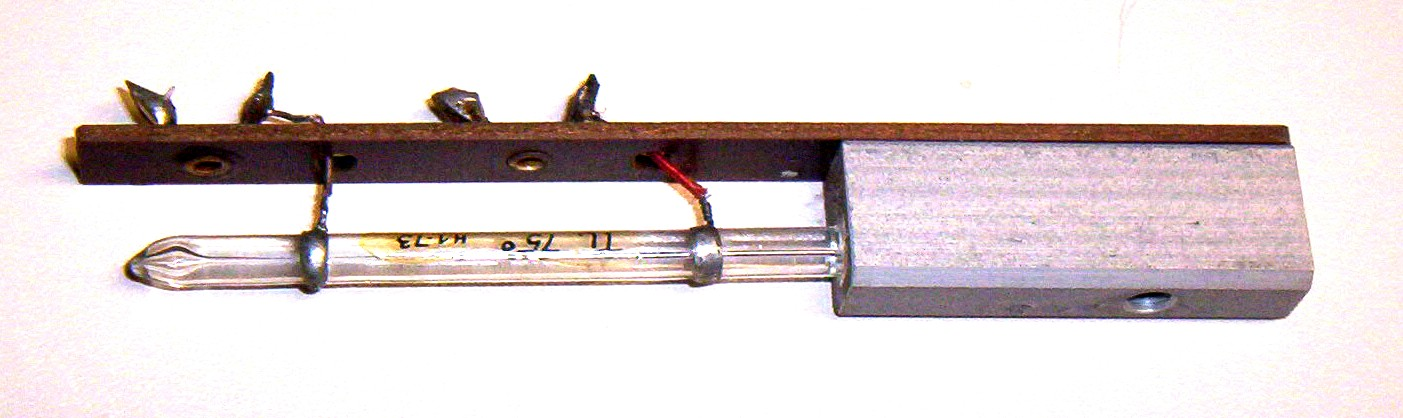
In einen Aluminiumblock eingeklebtes Kontaktthermometer mit fester Schalttemperatur (hier 75 °C), Länge etwa 60 mm

Kontaktthermometer waren früher oft ein Bestandteil von Temperaturreglern oder -überwachungen. Sie können niedrige elektrische Leistungen wie z. B. Aquarien-Heizstäbe mit ca. 25 VA schalten. Zum Schalten größerer Leistung wurden sie oft mit Schaltverstärkern, z. B. mit einem thermischen Quecksilberschalter ergänzt. Die Lebensdauer des Schaltelements wird durch die Regeln der Kontaktbeanspruchung beim elektrischen Schalter bestimmt. Typische Spezifikationen umfassen >106 Schaltvorgänge bei einer Schaltspannung von 300 V und einer Schaltleistung von 0,15 VA. Die Einsatztemperatur beträgt unter Druck und bei Quarzglas-Ausführung bis 700 °C.

## Flüssigkeitsbasierte Kontaktthermometer
Flüssigkeitsbasierte Kontaktthermometer werden für feste oder für einstellbare Schalttemperaturen hergestellt.

### Für feste Schalttemperaturen
Feste Schalttemperaturen werden durch zwei im Glas der Kapillare eingeschmolzene Drähte als Kontakte ausgeführt. Eine patentierte Ausführung von M.Stuhl, Berlin, produziert von F.&M. Lautenschläger, ist seit 1889 bekannt.

### Für einstellbare Schalttemperaturen
Obwohl einstellbare Kontaktthermometer seit über 100 Jahren bekannt waren, fand der Glasinstrumenten-Meister Ernst Juchheim im Jahr 1926 mit der Entwicklung eines neuartigen Glas-Kontaktthermometers mit variabler Temperatureinstellung eine industriell produzierbare und benutzerfreundliche Lösung für diese Anforderung. 1927 wurde das Deutsche Reichspatent erteilt.
Zur Einstellung der Schalttemperatur dient der obere in die Kapillare hineinragende Draht, der durch einen im hermetisch abgeschlossenen Glasgehäuse untergebrachten Spindelantrieb verstellbar ist. Die Verstellung erfolgt von außen durch einen drehbaren Dauermagneten, dessen Feld wie eine Magnetkupplung durch das Glas wirkt. Eine wesentliche Anwendung dieses Thermometer-Typs war die einstellbare elektrische Warmwasserbereitung.

## Kontaktthermometer in neuerer Zeit
Heute sind Kontaktthermometer durch elektronische Temperatursensoren und -regler abgelöst worden.
Bei geringen Ansprüchen sind auch Temperaturschalter, u. a. mit Bimetallen eine Alternative.
Nachteile von flüssigkeitsbasierten Kontaktthermometern sind die Zerbrechlichkeit sowie ggf. die Toxizität des enthaltenen Quecksilbers. Vorteile sind die visuelle Erkennbarkeit der Ist- und der Schalttemperatur sowie der im Vergleich zu anderen hilfsenergiefreien Temperaturschaltern sehr genaue Schaltpunkt, der nur wenig hysteresebehaftet ist.